# 이동환 (골프 선수)
이동환(1987년 4월 9일~)는 대한민국의 골프 선수이다.